# Chahbounia
Chahbounia là một đô thị thuộc tỉnh Médéa, Algérie. Dân số thời điểm năm 2002 là 13.405 người.